# Patientlyft

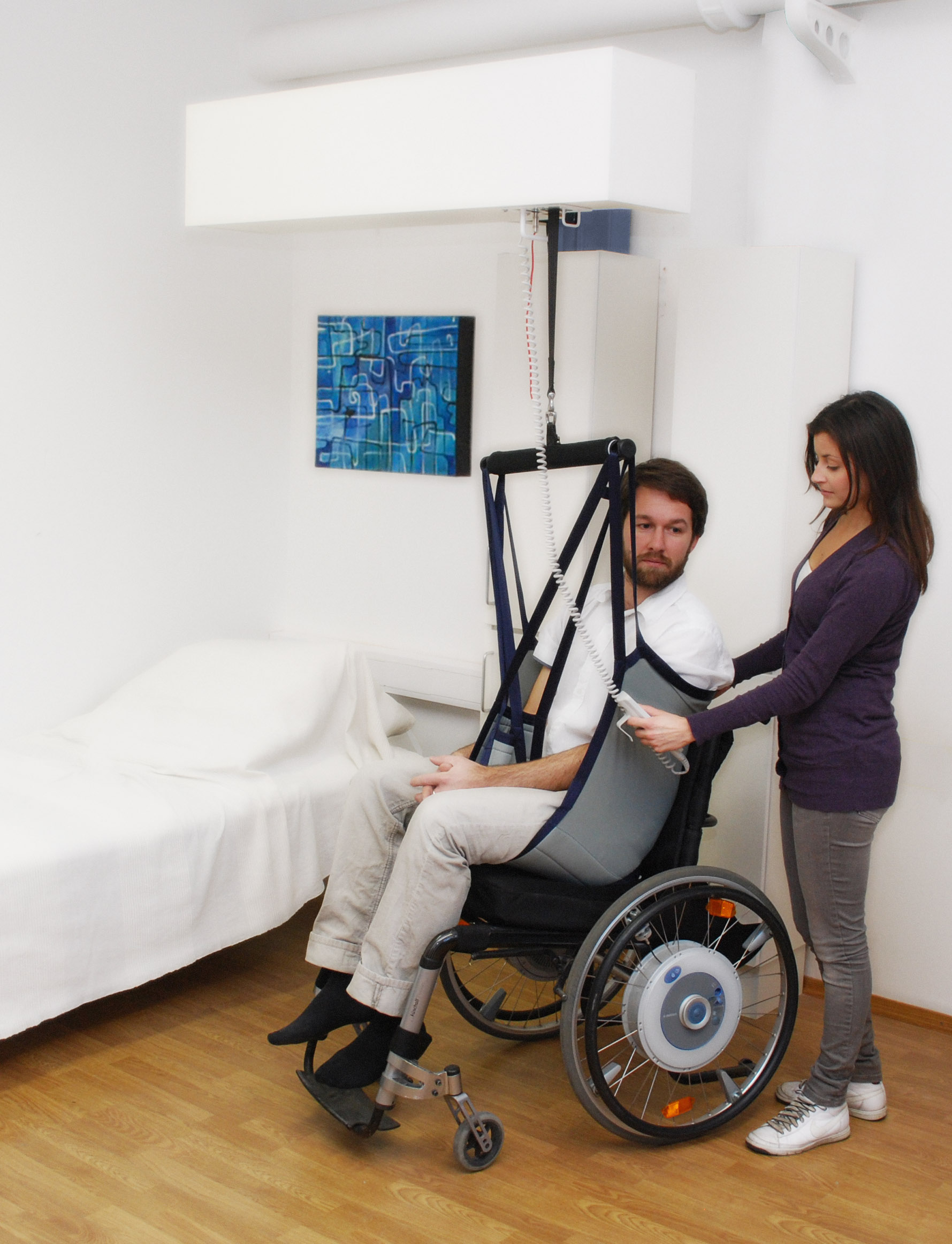
Patientlyften är integrerad i ett skåp ovanför sängen.

En personlyft eller patientlyft(även kallad personlift eller patientlift) är ett elektromekaniskt eller manuellt arbetstekniskt hjälpmedel som används för förflyttning av personer med någon form av rörelsehinder i de nedre extremiteterna. Personlyften används primärt för att förflytta (lyfta) en person mellan olika typer av sittande och liggande som till exempel mellan en rullstol och en säng, men kan också användas som arbetstekniskt hjälpmedel för att hjälpa personer som ramlat omkull och inte kan ta sig upp själva.  

## Typer av lyftar[3]
Generellt finns det tre olika typer av personlyftar.  
1. Mobila lyftar, även kallade golvlyftar. Dessa lyftar står på hjul på golvet och rullas dit de skall användas. Mobila lyftar finns med både elektromekanisk lyftning och manuell lyftning. Fördelen med den här typen av lyftar är att de oftast går lätt att transportera och förflytta mellan olika rum. Nackdelen är att de oftast är ganska klumpiga och tar upp mycket golvyta. Lyftet blir heller inte helt vertikalt då lyftarmen oftast har två fasta punkter i lyften. Mobila lyftar används främst där det av olika skäl inte går att installera taklyftar (traverslyftar) eller i de fall man har behov av att kunna flytta runt lyften.
2. Taklyftar, även kallade traverslyftar.[4] Dessa lyftar är monteras i innertaket på ställen där man ofta behöver lyfta en person som till exempel  på sjukhus, äldreboenden eller hemma hos personer med bestående rörelsehinder. Fördelen med dessa lyftar är att de kan lyfta helt vertikalt och att de inte är i vägen på golvet för till exempel en rullstol eller säng. Det finns olika sorters taklyftar. Den vanligaste sorten är traverslyftar med dubbla traverser som gör det möjligt att flytta lyften i alla riktningar i rummet. Sedan finns det traverslyftar med endast en travers, dessa går bara att flytta i traversens riktning.
3. Uppresningslyftar, även kallat stålyftar eller ståliftar. Denna typ av personlyft kräver att personen har viss förmåga att stå på benen då användaren har benen i marken och får hjälp att lyfta upp rumpan och överkroppen från sittande till stående ställning.

Taklyften och den mobila lyften är de två vanligaste sorternas lyftar då uppresningslyften kräver en viss funktion i benen hos användaren. När användaren har viss rörelseförmåga i benen strävar man efter att bibehålla så mycket av denna förmåga så länge som möjligt och därför är det mindre vanligt att denna typ av lyft rekommenderas. 

## Lyftselar
Till en personlyft används en lyftsele. Lyftselen är vanligtvis gjord i ett textilt material såsom bomull eller polyester. Lyftselar finns i många olika modeller och utföranden för att passa optimalt för olika brukare och i olika lyftsituationer. Till exempel lyft mellan säng och rullstol, mellan toalett och rullstol, mellan säng och duschbrits eller för vändning i sängen.

## Syfte
Personlyftens huvudsyfte är att förhindra arbetsskador som kan uppkomma genom återkommande manuella lyft. Stort fokus läggs vanligtvis även på användarens komfort och välbefinnande. Idag anses en patientlyft vanligtvis vara ett mer värdigt förflyttningssätt än att lyftas manuellt.

## Tillverkare och leverantörer
Många nordiska företag är kända tillverkare av patientlyftar, till exempel Molift, Liko,Guldmann, Scandinavian mobility, Human Care, Arjo AB och Handicare.